# Josep Santa-Maria i Gelbert
Josep Santa-Maria i Gelbert   (Tolosa, 10 de juny de 1812 - Barcelona, 29 de desembre de 1867) fou un polític català.

## Biografia
Fou militant del Partit Progressista com el seu pare, Domènec Santamaria i Serra (1781-1857), natural de Berga, i d'Isabel Gelbert, natural de Puigcerdà. Fou elegit diputat per Barcelona a les eleccions a Corts Espanyoles de 1836 en substitució d'Antoni Puig i Blanch, però no li van permetre prendre'n possessió per ser menor d'edat i fou substituït per Josep Soler i Espalter. Un any després, el 1837, va ser detingut i deportat a Mallorca, acusat d'haver participat en la bullanga del mes de maig a Barcelona.
El 1843 esdevingué comandant de la Milícia Nacional i redactor del diari El Constitucional, alhora que formava part de la direcció col·legiada de l'Ajuntament de Barcelona i presidia la Junta d'Enderrocament de les Muralles. També fou un dels pocs regidors que es quedà a la ciutat durant la jamància. El 1846 es llicencià en dret a la Universitat de Barcelona i de 1855 a 1858 va exercir com a jutge de pau. Des del 1850 va ser candidat per Lleida a les Corts Espanyoles, però no fou escollit.
Fou alcalde de Barcelona de juliol del 1858 a abril del 1863. Durant el seu mandat, va aconseguir per decret reial del 1858 que Barcelona no fos plaça de guerra (llevat el castell de Montjuïc i la Ciutadella), que s'enderroqués la muralla que unia la Ciutadella amb el mar i que l'Eixample de Barcelona fos il·limitat. També exigí competència municipal sobre el terreny de les antigues muralles i zones militars, així com l'enderrocament de la Ciutadella, la qual cosa reclamà el 1862 però que no es faria fins al 1869, quan es van tornat a la ciutat els seus terrenys. Se'l considera decisiu en la restauració dels Jocs Florals de Barcelona i en l'establiment del Pla Cerdà (1859). Després de la caiguda del govern de Leopoldo O'Donnell, va deixar el càrrec i va ser substituït per Joan Baptista Madremany, que fins aleshores havia estat secretari del governador civil Ignasi Llasera i Esteve. Va ocupar l'alcaldia fins que fou nomenat governador civil de les Illes Balears i fou substituït per Valentí Cabello, funcionari del govern civil</ref> A les eleccions a Corts Espanyoles de 1865 fou elegit diputat per Lleida dins les llistes de la Unió Liberal.